# HD 217348
HD 217348，又名BD+59 2615，SAO 35026、HR 8745，是一颗恒星，视星等为6.43，位于銀經109.25，銀緯-0.04，其B1900.0坐标为赤經22h 55m 3.1s，赤緯+59° -0.04′ 44″。